# Justicia natalensis
Justicia natalensis, vrsta justicije, grm iz porodice primogovki koji raste na jugu Afrike ( KwaZulu-Natal, blizu Pietermaritzburga).

## Sinonimi
- Adhatoda andromeda (Lindau) C.B.Clarke
- Adhatoda densiflora (Hochst.) J.C.Manning
- Adhatoda natalensis Nees
- Duvernoia andromeda Lindau
- Ecbolium natalense (Nees) Kuntze
- Gendarussa densiflora Hochst.
- Justicia hoepfneri Lindau